# David Lidderdale
Sir David William Shuckburgh Lidderdale KCB (30 de setembro de 1910 a dezembro de 1998) foi um funcionário público britânico que trabalhou como escrivão no Parlamento do Reino Unido.
Ele foi educado no Winchester College. Lidderdale entrou pela primeira vez no Departamento do Parlamento em 1934. Serviu durante a Segunda Guerra Mundial, incluindo na campanha da Tunísia e na campanha da Itália. Ele deixou o exército em 1945 com o posto de capitão e voltou a trabalhar como escrivão parlamentar.
Lidderdale foi nomeado Companheiro da Ordem do Banho nas honras de aniversário de 1963, enquanto secretário assistente. Entre 1974 e 1976 ele actuou como escrivão da Câmara dos Comuns e foi nomeado Cavaleiro Comandante da Ordem do Banho em 1975.